# Lewis Hodous
Lewis Hodous (Vesec, ma Liberec része, 1872. december 31. – Northfield, Massachusetts, 1949. augusztus 9.) (kínai neve pinjin hangsúlyjelekkel: Hé Lèyì; magyar népszerű: Ho Lö-ji; egyszerűsített kínai: 何乐益; hagyományos kínai: 何樂益) amerikai protestáns misszionárius, sinológus, buddhológus.

## Élete és munkássága
A cseh származású Hodous családja 1882-ben vándorolt ki az Egyesült Államokba. Iskolai tanulmányait a Cleveland High Schoolban (1893–1897), az Adelbert College of Western Reserve Universityben (1897–1900) és a Hartford Theological Seminaryban (1900) végezte, de egy évet tanult Németországban a Hallei Egyetemen is.
1901-től 1917-ig a Külföldi Missziók Biztosainak Amerikai Bizottsága (American Board of Commissioners for Foreign Missions) megbízásából missziós munkát végzett Fucsouban. Hittérítő tevékenysége mellett a buddhizmussal és a kínai népi vallásossággal kapcsolatos kutatásokat végzett.
1917-ben tért vissza az Egyesült Államokba, ahol a Kennedy School of Missions of Hartford Seminary Foundation kínai professzorává nevezték ki. Ezt a címét 1945-ig viselte. 1928-tól 1941-ig a vallásfilozófia és a vallástörténet professzora is volt. A második világháború idején tolmácsként dolgozott az amerikai kormány számára.

### Főbb művei
- Chinese translation of Edward L. Thorndike's Principles of Teaching: Based on Psychology (1918)
- Buddhism and Buddhists in China (1924)
- Folkways in China (1929)
- Careers for Students of Chinese Language and Civilization (1933)
- A Dictionary of Chinese Buddhist Terms: with Sanskrit and English Equivalents and a Sanskrit-Pali Index (1937, William Edward Soothillel)